# Lijst van afleveringen van Baantjer
Dit is een lijst met afleveringen van de Nederlandse politieserie Baantjer.

## Overzicht van seizoenen
| Seizoen | Afleveringen | Uitgezonden (NL)                     | Releasejaar dvd |
| ------- | ------------ | ------------------------------------ | --------------- |
| 1       | 13           | 6 oktober 1995 - 9 februari 1996     | 2005            |
| 2       | 13           | 1 november 1996 - 7 maart 1997       | 2005            |
| 3       | 13           | 10 oktober 1997 - 10 april 1998      | 2005            |
| 4       | 13           | 9 oktober 1998 - 2 april 1999        | 2005            |
| 5       | 10           | 8 oktober 1999 - 10 december 1999    | 2005            |
| 6       | 10           | 6 oktober 2000 - 8 december 2000     | 2005            |
| 7       | 10           | 5 oktober 2001 - 14 december 2001    | 2006            |
| 8       | 10           | 27 september 2002 - 6 december 2002  | 2006            |
| 9       | 13           | 26 september 2003 - 21 november 2003 | 2006            |
| 10      | 10           | 1 oktober 2004 - 26 november 2004    | 2006            |
| 11      | 8            | 11 november 2005 - 1 december 2006   | 2007            |

## Seizoen 1
- Piet Römer als De Cock
- Victor Reinier als Vledder
- Marian Mudder als Prins
- Martin Schwab als Keizer
- Serge-Henri Valcke als commissaris Buitendam
- Hans Karsenbarg als Den Koninghe
- Nienke Sikkema als mevrouw De Cock
- Freek van Muiswinkel als Jochems
- Jaap Stobbe als Lowietje

| aflevering | Titel                                           | Schrijver      | Regisseur         | Lijk gespeeld door      | Uitzenddatum     | Korte samanvatting |
| ---------- | ----------------------------------------------- | -------------- | ----------------- | ----------------------- | ---------------- | --- |
| 1          | De Cock en de moord op het bureau               | Simon de Waal  | Guido Pieters     | Rob Das                 | 6 oktober 1995   | Op een open dag op het politiebureau wordt er een agent vermoord. De Cock is geschokt, dat had niet mogen gebeuren. Zit de georganiseerde misdaad hierachter? |
| 2          | De Cock en de reclamemoord                      | Stefan Struik  | Guido Pieters     | Alexandra Blaauw        | 13 oktober 1995  | Als een aantrekkelijke medewerkster van een reclamebureau vermoord wordt, gaat het team op zoek naar de moordenaar van het slachtoffer |
| 3          | De Cock en de moord op de moordenaar            | Gerrit Mollema | Guido Pieters     | Geert Thijssen          | 20 oktober 1995  | Een man biecht op hoge leeftijd nog een moord op aan De Cock. De Cock voelt zich misbruikt, want de moord is verjaard. Dan wordt de man dood teruggevonden. |
| 4          | De Cock en de moord in de galerie               | Gerrit Mollema | Berend Boudewijn  | Erik Koningsberger      | 27 oktober 1995  | Een kind graaft een dode man op vlak bij een kunstgalerie, waar juist een expositie feestelijk wordt geopend. De Cock moet op zoek naar een moordenaar in de Amsterdamse kunstwereld. |
| 5          | De Cock en de motorclubmoord                    | Gerrit Mollema | Guido Pieters     | N.v.t.                  | 3 november 1995  | Sabotage aan een motor zorgt voor een ongeluk in de IJ-tunnel. |
| 6          | De Cock en de moord op de oude dame             | Hetty Heyting  | Berend Boudewijn  | Truus Dekker            | 10 november 1995 | Een rijke oude dame was tot spijt van de hele familie, getrouwd met haar veel jongere verpleger. Een meisje vindt haar – na het uitlaten van de hond – onderaan de trap. |
| 7          | De Cock en de moord zonder lijk                 | Simon de Waal  | Berend Boudewijn  | Huib Broos              | 17 november 1995 | Een notaris waar De Cock mee bevriend is, laat hem een videotestament zien van een man die vertelt dat hij is vermoord door zijn vrouw en haar minnaar. Echter de man leeft nog. De Cock gaat op bezoek bij de man, die de volgende dag alsnog wordt vermoord.                                                                                         |
| 8          | De Cock en de moord op de windhaan              | Pieke Daalders | Pollo de Pimentel | Joop Keesmaat           | 5 januari 1996   | Een criminele kunsthandelaar wordt doodgestoken in zijn huis aangetroffen. De beveiligingsvideo is verdwenen. De Cock vindt wel een andere videoband waarop een ruzie tussen de man en zijn vrouw is te zien. Op de achtergrond is een verdachte man te zien die nooit goed in beeld komt.                                                             |
| 9          | De Cock en de moord in het Kremlin              | Gerrit Mollema | Guido Pieters     | Richard Gonlag / N.v.t. | 12 januari 1996  | In een homodisco wordt de barkeeper dood onderaan de keldertrap aangetroffen. Het slachtoffer en zijn broer stonden net op het punt om het familiebedrijf over te nemen. |
| 10         | De Cock en de moord uit angst                   | Simon de Waal  | Pollo de Pimentel | Nazmiye Oral            | 19 januari 1996  | Een Turkse studente wordt dood onder het raam van haar studentenhuis gevonden. Het lijkt op zelfmoord, maar er worden sporen van een gevecht in haar kamer aangetroffen. Haar huisgenoten waren op de desbetreffende avond aanwezig, maar zij beweren zich niets meer te herinneren.                                                                   |
| 11         | De Cock en de moord onder de doktoren           | Gerrit Mollema | Pollo de Pimentel | Reinier Heidemann       | 26 januari 1996  | In een ziekenhuis wordt een chirurg met een scalpel doodgestoken. Het moordwapen wordt teruggevonden in de kamer van een collega. De collega en het slachtoffer waren rivalen in de strijd om het nieuwe afdelingshoofd te worden. Alle aanwijzingen wijzen naar hem, maar De Cock vermoedt echter dat er een andere reden achter de moord schuilgaat. |
| 12         | De Cock en de moord op de broeder van het bloed | Pieke Daalders | Pollo de Pimentel | Hylke van Sprundel      | 2 februari 1996  | Een lid van een neonazigroepering wordt doodgeslagen in zijn huis aangetroffen. De buurvrouw vertelt dat zij een Surinaamse man de woning van het slachtoffer heeft zien verlaten. Echter alle sporen wijzen in een andere richting. |
| 13         | De Cock en de moord op de Wallen                | Gerrit Mollema | Pollo de Pimentel | Nico de Vries           | 9 februari 1996  | Een pooier wordt in zijn eigen bordeel aangetroffen met een kogel in zijn hoofd. Via Lowietje komt De Cock erachter dat de Russische maffia hier weleens wat mee te maken zou kunnen hebben. |

## Seizoen 2
- Piet Römer als De Cock
- Victor Reinier als Vledder
- Marian Mudder als Prins
- Martin Schwab als Keizer
- Serge-Henri Valcke als commissaris Buitendam
- Hans Karsenbarg als Den Koninghe
- Nienke Sikkema als mevrouw De Cock
- Freek van Muiswinkel als Jochems
- Herman Kortekaas als Lowietje

| aflevering | Titel                                  | Schrijver        | Regisseur         | Lijk gespeeld door         | Uitzenddatum     | Korte samenvatting |
| ---------- | -------------------------------------- | ---------------- | ----------------- | -------------------------- | ---------------- | --- |
| 1          | De Cock en de moord in de peepshow     | Gerrit Mollema   | Pollo de Pimentel | Lidewij Benus              | 1 november 1996  | In een peepshow wordt een meisje met ingeslagen schedel aangetroffen. Er worden voetsporen gevonden op de plaats delict. Deze komen overeen met de stiefvader van het meisje en van die van een man die de laatste tijd veel prostituees lastigvalt. |
| 2          | De Cock en de dood op papier           | Pieke Daalders   | Pollo de Pimentel | Theodor Holman             | 8 november 1996  | Een columnist wordt dood aangetroffen in zijn kantoor met een pen door zijn neus. De schrijver blijkt niet zo geliefd te zijn en een flink aantal minnaressen te hebben. |
| 3          | De Cock en de moord op de Rode Roos    | Simon de Waal    | Berend Boudewijn  | Thijs Feenstra             | 15 november 1996 | In een crematorium wordt de kist opengebroken van een jongen die aan een hersenbloeding leek overleden. Na een sectie op het lichaam blijkt de jongen te zijn overleden door een overdosis insuline. De jongen was seropositief en had vele vriendinnetjes die allemaal na een one-night-stand een rode roos thuisbezorgd kregen. |
| 4          | De Cock en de moord op de marktmeester | Gerrit Mollema   | Pollo de Pimentel | Hugo Maerten               | 22 november 1996 | Op een haventerrein wordt het lichaam gevonden van een dode marktmeester. Den Koninghe kan niet direct vaststellen waaraan de man is overleden. Het lijkt erop dat het lijk gedumpt is. Het slachtoffer blijkt corrupt en niet bepaald geliefd. |
| 5          | De Cock en de moord op de vader        | Pieke Daalders   | Pollo de Pimentel | Aus Greidanus sr.          | 29 november 1996 | In de gracht wordt het levenloze lichaam gevonden van een man die is omgekomen door een flinke klap op zijn achterhoofd. De dochter van het slachtoffer blijkt aangesloten te zijn bij een sekte en de vader probeerde er alles aan te doen om zijn dochter uit deze sekte te houden. |
| 6          | De Cock en de moord op de onderkoning  | Simon de Waal    | Pollo de Pimentel | Jim Geulsar / Mike Libanon | 6 december 1996  | Op een afgelegen terrein klinken schoten. De 'onderkoning van de Wallen' wordt dood aangetroffen. De man was net een paar dagen vrij uit de gevangenis. De Cock gaat op onderzoek uit en komt uit bij 'Stille Adriaan' alias 'De koning van de Wallen'. Het slachtoffer en zijn broer bleken de plaats in te willen nemen van Stille Adriaan. Ook komt De Cock erachter dat hij de dood van een onschuldige vrouw op zijn geweten heeft en dat haar echtgenoot uit is op wraak. |
| 7          | De Cock en de moord met 300 getuigen   | Berend Boudewijn | Berend Boudewijn  | Catherine ten Bruggencate  | 13 december 1996 | Tijdens een toneelvoorstelling wordt een actrice neergeschoten. Dit stond ook in het script, alleen bleken er dit keer echte kogels in het pistool te zitten. De videoband met de opnames van de voorstelling komt opeens terecht bij een televisiestation. |
| 8          | De Cock en de moord op de heilsoldate  | Gerrit Mollema   | Bobby Eerhart     | Marjena Moll               | 20 december 1996 | Het levenloze lichaam van een heilsoldate wordt aangetroffen. Het slachtoffer bleek allemaal junks en daklozen als logés te hebben en verloofd te zijn met een luitenant uit het leger. |
| 9          | De Cock en de wilde moord              | Simon de Waal    | Pollo de Pimentel | Arie Kant                  | 7 februari 1997  | In de leeuwenkuil van Artis worden de resten van het lichaam van een verzorger gevonden. De Cock ontdekt dat het heel makkelijk was om deze moord te plegen. De Cock gaat op zoek naar mensen met een motief en komt uit bij een ontslagen werknemer, die weer wijst naar de vrouw van het slachtoffer. |
| 10         | De Cock en de moord op het VOC-schip   | Gerrit Mollema   | Bobby Eerhart     | Jules Croiset              | 14 februari 1997 | Het lichaam van een succesvolle zakenman wordt aangetroffen. De man blijkt een keihard mens te zijn geweest die zelfs door zijn kinderen werd gehaat. |
| 11         | De Cock en de moord met de schaar      | Hetty Heyting    | Pollo de Pimentel | Thomas Hartman             | 21 februari 1997 | Een modeontwerper wordt dood aangetroffen in zijn atelier. Een schaar is met grote kracht in zijn rug gestoken. De Cock komt terecht in het modewereldje, waar het ook allemaal niet pluis blijkt te zijn. |
| 12         | De Cock en de moord op het menu        | Simon de Waal    | Pollo de Pimentel | Hugo Koolschijn            | 28 februari 1997 | Een restaurantrecensent wordt vergiftigd. Hij schreef veel recensies die soms fataal waren voor restaurants. Ook zijn naaste familie bleek een motief te hebben, want het slachtoffer laat een stevig geldbedrag na. |
| 13         | De Cock en de moord onder nul          | Gerrit Mollema   | Pollo de Pimentel | Ed Bauer                   | 7 maart 1997     | In een koelcel wordt een doodgevroren bejaarde man gevonden. Vledder denkt aan een afrekening van de maffia, omdat het slachtoffer Italiaans blijkt te zijn. |

## Seizoen 3
- Piet Römer als De Cock
- Victor Reinier als Vledder
- Marian Mudder als Prins
- Martin Schwab als Keizer
- Serge-Henri Valcke als commissaris Buitendam
- Hans Karsenbarg als Den Koninghe
- Nienke Sikkema als mevrouw De Cock
- Freek van Muiswinkel als Jochems
- Herman Kortekaas als Lowietje

| aflevering | Titel                                  | Schrijver           | Regisseur                           | Lijk gespeeld door              | Uitzenddatum     | Kijkcijfers | Korte samenvatting |
| ---------- | -------------------------------------- | ------------------- | ----------------------------------- | ------------------------------- | ---------------- | ----------- | --- |
| 1          | De Cock en de moord op de barmhartige  | Pieke Daalders      | Berend Boudewijn                    | Babette Mulder                  | 10 oktober 1997  | -           | Het lijk wordt gevonden van Martha Degener. Zij hielp iedereen, maar de Cock merkt al snel dat ze daar niet alleen vrienden mee maakte. Er is een getuige van de moord, maar hij heeft het syndroom van Down. De Cock weet dat hij hiermee voor de rechter geen schijn van kans maakt.                                                              |
| 2          | De Cock en de taximoord                | Gerrit Mollema      | Berend Boudewijn                    | Chris Tates                     | 17 oktober 1997  | 1.815.000   | Als het lijk van Toon IJf wordt gevonden, staat de Amsterdamse taxiwereld op z'n kop. Volgens collega's had Toon hooglopende ruzie met Dennis Emants, omdat die zonder taxivergunning in de Bijlmer rijdt. Maar De Cock komt erachter dat zowel Dennis als een aantal collega's van Toon hele andere motieven hadden om hem te vermoorden.          |
| 3          | De Cock en de moord om de moord        | Pieke Daalders      | Alain de Levita                     | René Plemp / Wouter Steenbergen | 24 oktober 1997  | 1.775.000   | Op een autokerkhof wordt het lijk van een onbekende man gevonden. Als een vrouw zich bij De Cock meldt met de mededeling dat de privé-chauffeur van de familie is ontvoerd, blijkt het om dezelfde man te gaan. Alles wijst erop dat de moordenaar een prof is. Maar als er een tweede lijk gevonden wordt, gaat De Cock aan die theorie twijfelen. |
| 4          | De Cock en de moord met 43 messen      | Gerrit Mollema      | Pollo de Pimentel                   | Bartho Braat                    | 31 oktober 1997  | 1.865.000   | Het lichaam van een slager wordt aangetroffen in een vleesgroothandel. Het lijkt op een roofmoord, omdat de broer van het slachtoffer een verdachte jongen zag wegrennen. De Cock komt erachter dat het slachtoffer veel te vinden was in een travestietenbar. Hier was zijn familie niet al te blij mee...                                         |
| 5          | De Cock en de bittere moord            | Berend Boudewijn    | Alain de Levita                     | Luk Van Mello                   | 7 november 1997  |             | Op een terras wordt een dode man aangetroffen die een dodelijk kopje koffie blijkt te hebben gedronken. De man blijkt in een pension te wonen en daar dossiers bij te houden van een aantal vrouwen met wie hij tegelijkertijd een relatie had. |
| 6          | De Cock en de moord in de bigband      | Pieke Daalders      | Pollo de Pimentel                   | Han Römer                       | 14 november 1997 | 1.915.000   | Na een concert van een bigband wordt de trompettist dood in zijn kleedkamer aangetroffen. De Cocks liefde voor de muziek en zijn muzikale kennis helpen hem enorm in deze zaak. |
| 7          | De Cock en de seriemoordenaar          | Simon de Waal       | Pollo de Pimentel                   | N.v.t.                          | 21 november 1997 | 2.020.000   | Er is een seriemoordenaar actief in Amsterdam die bij roodharige vrouwen de keel doorsnijdt. Buitendam schakelt de hulp in van een "expert" waarvan De Cock niet zo'n grote fan is... |
| 8          | De Cock en de eenzame dood             | Simon de Waal       | Pollo de Pimentel                   | Hiske van der Linden            | 28 november 1997 | 2.190.000   | In haar garage wordt het lichaam van een vrouw aangetroffen. Zij runde een succesvol datingbureau. Het lijkt op zelfmoord maar De Cock komt erachter dat de vrouw een keiharde zakenvrouw was met veel vijanden dan haar lief was. |
| 9          | De Cock en de XTC-moord                | Gerrit Mollema      | Pollo de Pimentel                   | Katja Schuurman                 | 13 maart 1998    | 1.565.000   | Naast een tankstation wordt het lichaam gevonden van een meisje dat blijkt te zijn gewurgd. Het gaat om het nichtje van wachtcommandant Jochems. Hij wil De Cock helpen met het onderzoek maar maakt het er daarmee niet makkelijker op. |
| 10         | De Cock en de moord in de schoolbanken | Hetty Heyting       | Elbert van Strien Pollo de Pimentel | Titus Muizelaar                 | 20 maart 1998    | 1.905.000   | In een middelbare school wordt het lichaam gevonden van een docent Engels. Zijn collega vermoedt dat De Cock de moordenaar moet zoeken in klas 5a. Deze klas staat bekend als probleemklas en had als laatste les van het slachtoffer. |
| 11         | De Cock en de moord op de heks         | Marieke van der Pol | Pollo de Pimentel                   | Mary Dresselhuys                | 27 maart 1998    | 1.765.000   | Het lichaam wordt aangetroffen van een oude vrouw van adel. Ze blijkt te doen aan hekserij. Haar kleinzoon en diens vrouw waren hier niet echt bepaald blij mee. |
| 12         | De Cock en de moord in de politiek     | Gerrit Mollema      | Elbert van Strien Pollo de Pimentel | Victor Löw                      | 3 april 1998     | 1.825.000   | De partijleider van "de Nationale Partij" wordt doodgeschoten. Het betreft een zeer extreme partij. De Cock en zijn team hebben moeite om deze zaak onbevooroordeeld op te lossen. |
| 13         | De Cock en de moord in Club Shirley    | Simon de Waal       | Pollo de Pimentel                   | Erik de Bruyn                   | 10 april 1998    | 2.215.000   | Een van de zoons van "Stille Adriaan" ('De koning van de Wallen') wordt vermoord. Stille Adriaan zint op wraak. De Cock moet zijn best doen de dader te vinden voordat Stille Adriaan dat doet. Binnen het corps gaat het gerucht dat De Cock bevriend is met Stille Adriaan.                                                                       |

## Seizoen 4
- Piet Römer als De Cock
- Victor Reinier als Vledder
- Marian Mudder als Prins
- Martin Schwab als Keizer
- Serge-Henri Valcke als commissaris Buitendam
- Hans Karsenbarg als Den Koninghe
- Nienke Sikkema als mevrouw De Cock
- Freek van Muiswinkel als Jochems
- Ab Abspoel als Lowietje

| Nr. | Titel                                 | Schrijver                | Regisseur         | Lijk gespeeld door                | Uitzenddatum     | Kijkcijfers | Korte samenvatting |
| --- | ------------------------------------- | ------------------------ | ----------------- | --------------------------------- | ---------------- | ----------- | --- |
| 40  | De Cock en de vermoorde onschuld      | Gerrit Mollema           | Berend Boudewijn  | Frank Lammers                     | 9 oktober 1998   |             | Een boer treft het lichaam aan van een Servische man. De enige aanwijzing die De Cock heeft is het bonnetje van een Joegoslavisch restaurant in Amsterdam. Er wordt al snel duidelijk dat het slachtoffer werkte voor de Joegoslavische onderwereld. |
| 41  | De Cock en de moord op de buurman     | Hetty Heyting            | Hans Scheepmaker  | Tim Meeuws                        | 16 oktober 1998  |             | In zijn achtertuin wordt het lichaam gevonden van een niet erg geliefde buurman. In het volksbuurtje in Amsterdam wordt De Cock geconfronteerd met burenruzies en roddels. Een doodziek meisje blijkt dingen te weten, maar De Cock mag niet met haar spreken van haar overbezorgde moeder. |
| 42  | De Cock en de enge moord              | Simon de Waal            | Hans Scheepmaker  | Roel Kyvelos                      | 23 oktober 1998  |             | In een kraakpand wordt het lichaam van een man gevonden. Zijn ogen zijn uitgestoken en de dader heeft met bloed op de muur een tekst geschreven. De Cock verhoort zijn huisgenoten maar dat blijken ook vreemde types te zijn. Het onderzoek dreigt vast te lopen totdat De Cock, Vledder en Keizer worden bedreigd.                                                                                |
| 43  | De Cock en de moord op het beest      | Haye van der Heyden      | Berend Boudewijn  | Bert van den Dool                 | 30 oktober 1998  |             | Een uitgever van damesbladen wordt dood gevonden op het dak van een busje. Hij was niet erg geliefd bij de dames, mishandelde zijn vrouw en ging vreemd. |
| 44  | De Cock en de moord op jaren          | Berend Boudewijn         | Will Koopman      | Anita Menist                      | 6 november 1998  |             | Een oud dametje wordt dood in haar bed aangetroffen. Den Koninghe vraagt Vledder (De Cock is met vakantie) toestemming om sectie te verrichten, maar Vledder vindt het allemaal maar onzin. Den Koninghe laat De Cock terugkomen en Vledder voelt zich gepasseerd. Na de sectie blijkt het oude dametje inderdaad vermoord te zijn en Vledder moet toegeven dat hij De Cocks hulp hard nodig heeft. |
| 45  | De Cock en de moord zonder effect     | Harm Edens Ger Apeldoorn | Peter de Bont     | Anke Engels / Rifka Lodeizen      | 13 november 1998 |             | Een tennisster komt om in een brand. De Cock vermoedt dat de brand is aangestoken. |
| 46  | De Cock en de moord op de priester    | Haye van der Heyden      | Will Koopman      | Erik de Vries                     | 20 november 1998 |             | Iemand heeft een beeld van de wraakengel Gabriël gebruikt om Pater Erwin van der Vlugt te vermoorden. De Cock en Vledder staan voor een raadsel. Wie vermoordt er immers een priester. In zijn omgeving zijn mensen ervan overtuigd dat de man een heilige was. Maar de Cock en Vledder komen er al snel achter dat de man zich met zeer aardse zaken bezighield.                                   |
| 47  | De Cock en de moord op de volkszanger | Gerrit Mollema           | Peter de Bont     | Bennie den Haan                   | 27 november 1998 |             | Zanger Donny Stevens wordt vergiftigd. De Cock komt in aanraking met twee minnaars van Stevens die eveneens gevaarlijke rivalen van elkaar zijn.... |
| 48  | De Cock en de moord in het donker     | Esmé Lammers             | Pollo de Pimentel | Esmée de la Bretonière            | 4 december 1998  |             | Als De Cock samen met zijn team onderzoek doet naar een moord op een vrouw die SM deed, komt hij met een blinde jongen in aanraking die niet zo onschuldig is als hij lijkt. De Cock weet met een list de waarheid boven tafel te krijgen. |
| 49  | De Cock en de moord op de bruid       | Gerrit Mollema           | Pollo de Pimentel | Esther Way                        | 12 maart 1999    | 1.630.000   | Als op een bruiloft een vrouw wordt vermoord, begeeft De Cock zich in het gesloten wereldje van de Turkse gemeenschap. |
| 50  | De Cock en de moord op internet       | Gerrit Mollema           | Alain de Levita   | Nienke Westerhof / Gees Linnebank | 19 maart 1999    | 1.815.000   | Een man ziet op internet live hoe een strippende vrouw wordt doodgeschoten in haar slaapkamer. Onmiddellijk belt hij de politie, en even later is De Cock ter plaatse. Dan blijkt een oude bekende van De Cock, een strafadvocaat, meer bij de zaak betrokken te zijn dan De Cock had gewenst. |
| 51  | De Cock en de geslepen moord          | Lisette Schölvinck       | Pollo de Pimentel | Elisabeth Versluys                | 26 maart 1999    | 1.710.000   | Een oude weduwe wordt vermoord, vermoedelijk vanwege haar kostbare diamanten. Deze diamanten zijn echter nergens te vinden. |
| 52  | De Cock en de raadselmoord            | Simon de Waal            | Alain de Levita   | Ronald Top                        | 2 april 1999     | 1.580.000   | Op een grafsteen wordt het lijk van een man aangetroffen. Het is een raadsel voor De Cock wie hij is. En waarom zaten er dreigbrieven in zijn zak? Hebben die wat met zijn dood te maken? |

## Seizoen 5
- Piet Römer als De Cock
- Victor Reinier als Vledder
- Marian Mudder als Prins
- Martin Schwab als Keizer
- Serge-Henri Valcke als commissaris Buitendam
- Hans Karsenbarg als Den Koninghe
- Nienke Sikkema als mevrouw De Cock
- Freek van Muiswinkel als Jochems
- Ab Abspoel als Lowietje

Bijzonderheden: Tijdens het vijfde seizoen vierde RTL 4 zijn tienjarig bestaan. Dit werd gevierd met een extra lange aflevering van het vlaggenschip. Dit werd de Baantjer-film, die als extraatje is toegevoegd aan de dvd-uitgave van seizoen 11. Tijdens de opnamen van het vijfde seizoen overleed Freek van Muiswinkel. Zijn personage wachtcommandant Jochems verdween uit de serie en voor de rest van het seizoen stond er een ander personage achter de balie van politiebureau Warmoesstraat: Willems, gespeeld door Jeroen van Koningsbrugge in de afleveringen 7-10. en in aflevering 2 als jonge agent.
In aflevering 3 speelt Kirsten van Dissel een gastrol als Eva Waterman. Vanaf seizoen 9 speelt ze de rol van Iris de Graaff, de vervangster van Vera Prins.
| Nr. | Titel                                 | Schrijver          | Regisseur        | Lijk gespeeld door                 | Uitzenddatum     | Kijkcijfers | Korte samenvatting |
| --- | ------------------------------------- | ------------------ | ---------------- | ---------------------------------- | ---------------- | ----------- | --- |
| 53  | De Cock en de moord op de schandknaap | Gerrit Mollema     | Erik van 't Wout | Pepijn Gunneweg                    | 8 oktober 1999   |             | Een schandknaap wordt dood aangetroffen in een homobordeel. Een psycholoog opent voor De Cock en Vledder de wereld van homoprostitutie, pooiers en mensenhandel. Maar zelfs hij lijkt geen schone handen te hebben. Hoe dichter De Cock bij de oplossing van deze moordzaak komt, hoe meer hij begint te twijfelen. Tot hij moet constateren dat deze moordzaak anders blijkt te zijn dan iedereen denkt. |
| 54  | De Cock en het dode kind              | Lidewij Martens    | Erik van 't Wout | Yunus Aliabadi                     | 15 oktober 1999  | 2.075.000   | De Cock en Vledder moeten de dood van een klein jongetje onderzoeken. Tot hun afgrijzen constateren ze dat er opzet in het spel is. Maar wie vermoordt er nu een kind? Ze gaan ervan uit dat er sprake moet zijn van een ongeluk, maar wanneer ze erachter komen dat het jongetje een gedragsstoornis had, blijken er opeens voldoende verdachten te zijn. |
| 55  | De Cock en de moord aan boord         | Berend Boudewijn   | Will Koopman     | Titus Tiel Groenestege             | 22 oktober 1999  | 2.065.000   | Een onbekende man wordt dood aangetroffen op het water. De Cock en Vledder komen erachter dat hij Eddy de Zwart heette en met zijn aangetrouwde familie een jachthaven bezat. Al snel blijkt dat de vrouwen daar de dienst uitmaken. Tot De Cocks verbazing lijken ze er geen van allen rouwig om dat de enige man in hun gezelschap overleden is, maar schijn bedriegt. |
| 56  | De Cock en de moord uit instinct      | Sjoerd Steenbeek   | Joram Lürsen     | Robine van der Meer                | 29 oktober 1999  | 1.970.000   | De eigenaresse van Ditch Events (platenlabel en evenementenbureau voor houseparty's) wordt dood aangetroffen in haar slaapkamer. De dagopbrengst van een houseparty van drie dagen geleden is verdwenen. Het blijkt niet eenvoudig om getuigenverklaringen te krijgen van mensen die op het moment van de moord onder invloed waren van drugs en drank. |
| 57  | De Cock en de moord uit woede         | Gerrit Mollema     | Joram Lürsen     | Loulou Rhemrev                     | 5 november 1999  |             | De rijke Martine de Wech wordt dood aangetroffen. Haar vader Anton en haar man Pepijn zijn ontroostbaar. Maar De Cock en Vledder komen erachter dat het slachtoffer een keiharde zakentante was, die een relatie onderhield met een van haar collega's. |
| 58  | De Cock en de vleesgeworden moord     | Lisette Schölvinck | Will Koopman     | Beau van Erven Dorens / Kees Boot  | 12 november 1999 |             | Een projectontwikkelaar wordt dood aangetroffen in een oude school die verbouwd gaat worden tot een appartementencomplex. Al snel wordt het De Cock duidelijk dat vrijwel alle betrokkenen oud-klasgenoten zijn, en voor hij het weet, moet hij twee moorden oplossen. |
| 59  | De Cock en de moord op de psychiater  | Simon de Waal      | Bobby Eerhart    | Howard van Dodemont                | 19 november 1999 |             | Jonatan Berg, psychiater, wordt dood aangetroffen in zijn werkkamer. De man heeft geen familie. Om inzicht te krijgen in de laatste uren dat hij nog leefde besluit De Cock dat Vledder, Prins en Keizer alle patiënten van de laatste dag moeten verhoren. Al snel wordt duidelijk dat Berg nogal onorthodoxe behandelingsmethoden hanteerde. Daarbij blijkt dat hij, samen met collega Douma, bezig was met een onderzoek naar de psyche van zware criminelen. Die samenwerking tussen Douma en Berg verliep niet bepaald vlekkeloos. |
| 60  | De Cock en de pianomoord              | Berend Boudewijn   | Bobby Eerhart    | Winston Gerschtanowitz             | 26 november 1999 |             | Het pianotalent Otto Voerman wordt dood aangetroffen. Zijn medeleerlingen van het conservatorium blijken allemaal een motief te hebben. Zelfs zijn docent zou weleens met de dood van Otto te maken kunnen hebben. Otto mocht dan talent hebben, als mens was hij onuitstaanbaar. |
| 61  | De Cock en de dode kraai              | Jan Harm Dekker    | Will Koopman     | Ricardo Sibelo / Winston Rodriguez | 3 december 1999  |             | De Cock en Vledder worden geconfronteerd met een moord in het Surinaams milieu. Het slachtoffer bedrijft winti, een vorm van geestuitdrijving. Als de patiënten van het slachtoffer aan de tand worden gevoeld, blijkt een gebeurtenis in het verleden een grote rol te spelen. |
| 62  | De Cock en de moord met illusie       | Gerrit Mollema     | Will Koopman     | Gwen Eckhaus                       | 10 december 1999 |             | De enigszins belegen assistente van een beroemde illusionist wordt dood aangetroffen. Al snel vragen De Cock en Vledder zich af of de vrouw nog wel goed genoeg was op het podium. Ze besluiten alle betrokkenen door te zagen en brengen de zaak tot een verrassende ontknoping. |

## Seizoen 6
- Piet Römer als De Cock
- Victor Reinier als Vledder
- Marian Mudder als Prins
- Martin Schwab als Keizer
- Serge-Henri Valcke als commissaris Buitendam
- Hans Karsenbarg als Den Koninghe
- Hans Veerman als Den Koninghe (aflevering 8-10)
- Nienke Sikkema als mevrouw De Cock
- Wimie Wilhelm als Peeters
- John Leddy als Lowietje

Bijzonderheden: Hans Veerman was de levenspartner van Hans Karsenbarg en nam, tijdens diens afwezigheid door ziekte, de rol van dokter Den Koninghe over in de afleveringen 8-10.
| Nr. | Titel                                      | Schrijver          | Regisseur           | Lijk gespeeld door               | Uitzenddatum     | Kijkcijfers | Korte samenvatting |
| --- | ------------------------------------------ | ------------------ | ------------------- | -------------------------------- | ---------------- | ----------- | --- |
| 63  | De Cock en de moord op de Margaretha       | Lidewij Martens    | Jonathan Herman     | Joan Nederlof                    | 6 oktober 2000   |             | Uit de Houtmanhaven wordt het lijk van een schippersvrouw van middelbare leeftijd opgevist. Al snel wordt duidelijk dat het niet om een gewone verdrinking gaat. De Cock en Vledder gaan op onderzoek uit in de wereld van de binnenvaart en ontdekken dat stille wateren diepe gronden hebben. |
| 64  | De Cock en de moord op grote hoogte        | Gerrit Mollema     | Will Koopman        | René van Asten                   | 13 oktober 2000  |             | Op klaarlichte dag stort, voor de ogen van een verbijsterde boer, een sportvliegtuigje neer. In het wrak wordt een dode man aangetroffen. De Rijksluchtvaartdienst gaat uit van een ongeluk. De Cock en zijn collega's twijfelen. Het slachtoffer heeft verwondingen die je niet oploopt door een crash en er worden sporen van chloroform in het vliegtuig gevonden. Bovendien was er ook nog een parachutist, die spoorloos is verdwenen.          |
| 65  | De Cock en de man die zijn gezicht verloor | Robert Jan Overeem | Sjoerd Steenbeek    | Ad van Kempen                    | 20 oktober 2000  |             | Op een maandagmorgen wordt de 49-jarige eigenaar van een aantal sportzaken dood aangetroffen in zijn huis. De aanblik is gruwelijk; zijn schedel is verbrijzeld met een zwaar voorwerp. De dode was een fervente Ajax-aanhanger, maar niet geliefd bij Ajax-hooligans. De Cock en zijn collega's verdiepen zich in de beruchte F-side, maar het blijft de vraag of ze in de goede hoek zoeken.                                                       |
| 66  | De Cock en de bedrogen moordenaar          | Peter Römer        | Will Koopman        | Hugo Maerten / Frederik de Groot | 27 oktober 2000  |             | Op een terrein, dat bekendstaat als een ontmoetingsplaats voor homoseksuelen, wordt het lijk van een man gevonden. In eerste instantie lijkt het op een uit de hand gelopen ruzie na en intieme ontmoeting. Het is een zaak die minder prioriteit heeft dan de bestrijding van de Russische maffia, maar De Cock denkt hier anders over. Een raadselachtige zelfmoord vormt het begin van de ontrafeling van een al jaren voortdurende chantagezaak. |
| 67  | De Cock en de moord op de baron            | Berend Boudewijn   | Jonathan Herman     | Anton Ruitenga                   | 3 november 2000  |             | Op een ochtend wordt het vergiftigde lichaam van een man in een huis aangetroffen. Tijdens het onderzoek komen De Cock en zijn collega's in aanraking met een aantal familieleden van de dode. Het is een wel heel typisch gezelschap met een verregaande fascinatie voor teddyberen. |
| 68  | De Cock en de moord met een tic            | Gerrit Mollema     | Sjoerd Steenbeek    | Dries Smits                      | 10 november 2000 |             | Een tuinman ontdekt het ontzielde lichaam van zijn werkgever, een 51-jarige psycholoog. Het slachtoffer is door pistoolschoten in zijn borst en onderbuik om het leven gekomen. De Cock zoekt de zaak tot op de bodem uit en komt tot een veel minder verrassende conclusie dan hij in eerste instantie voorspelde. |
| 69  | De Cock en de moord op ome Arie            | Jan Harm Dekker    | Will Koopman        | Rudi Falkenhagen                 | 17 november 2000 |             | De oude crimineel ome Arie verongelukt. Als blijkt dat hij een overdosis insuline heeft toegediend gekregen, gelooft De Cock tot ergernis van Buitendam niet in een gewoon ongeluk. Er blijkt inderdaad sprake van moord te zijn, met zoete wraak als belangrijk motief. |
| 70  | De Cock en de zaak Vledder                 | Simon de Waal      | Will Koopman        | N.v.t.                           | 24 november 2000 |             | Vledder wordt op een heiige nazomerochtend in verwarde toestand bij het vermoorde lichaam van een man aangetroffen. Aan zijn handen kleven kruitsporen en zijn vingerafdrukken zitten op het pistool. Kortom, alles wijst erop dat Vledder de moord heeft gepleegd. De Cock wordt afzijdig gehouden van het onderzoek, maar hij verdiept zich toch in de zaak.                                                                                       |
| 71  | De Cock en de moord op de tuin             | Lisette Schölvinck | Anne van der Linden | Eric Corton                      | 1 december 2000  |             | De eigenzinnige Tommie de Haan wordt op een middag dood gevonden in zijn volkstuin. Hij is niet geliefd bij de andere hobbytuinders en iedereen lijkt een motief te hebben. Als De Cock en Vledder de zaak gaan uitspitten, vinden ze overal reden voor moord. Wie is de dader en wat was de werkelijke reden? |
| 72  | De Cock en de moord in de derde positie    | Steven R. Thé      | Anne van der Linden | Gerardjan Rijnders               | 8 december 2000  |             | Als balletregisseur Ernst Dietrich dood wordt aangetroffen op de wc, duiken De Cock en Vledder in de balletwereld. Ze stuiten op duistere geheimen en komen erachter dat de getalenteerde danser Sacha zijn hoofdrol in 'Peter en de Wolf' heeft moeten afstaan aan een ander. Zou er wraak in het spel zijn geweest? |

## Seizoen 7
- Piet Römer als De Cock
- Victor Reinier als Vledder
- Marian Mudder als Prins
- Martin Schwab als Keizer
- Serge-Henri Valcke als commissaris Buitendam
- Hans Karsenbarg als Den Koninghe
- Nienke Sikkema als mevrouw De Cock
- Wimie Wilhelm als Peeters
- Piet Kamerman als Lowietje

- Seizoen 7 aflevering 10 "De Cock met hulp van buitenaf" was in eerste instantie bedoeld om de laatste aflevering van de serie te zijn, maar de serie werd voortgezet voor nog eens vijf jaar, voordat ze uiteindelijk eindigde in 2006.

| Nr. | Titel                                          | Schrijver          | Regisseur           | Lijk gespeeld door           | Uitzenddatum     | Kijkcijfers | Korte samenvatting |
| --- | ---------------------------------------------- | ------------------ | ------------------- | ---------------------------- | ---------------- | ----------- | --- |
| 73  | De Cock en de moord op het vertrouwen (deel 1) | Lidewij Martens    | Pollo de Pimentel   | Alwien Tulner                | 5 oktober 2001   |             | Misdaadjournaliste Renée Goes wordt doodgeschoten in de garage. Vledder heeft het emotioneel zwaar, wegens zijn relatie met haar. Al snel blijkt de zaak te betrokken voor hem. Hij gaat daarom van het onderzoek af.                                                                                        |
| 74  | De Cock en de moord op het vertrouwen (deel 2) | Lisette Schölvinck | Pollo de Pimentel   | Jim de Groot                 | 12 oktober 2001  |             | De Cock stuit in zijn onderzoek op dingen in bureau Raampoort, die hij beter niet wilde weten. Kan hij de zaak (ondanks zijn gevoelens voor de moordenaar) toch oplossen? |
| 75  | De Cock en de moord op de catwalk              | Steven R. Thé      | Anne van der Linden | Fleur Bok / Margo Dames      | 19 oktober 2001  |             | Tijdens een modeshow wordt een moord gepleegd. Rechercheur Prins is daar toevallig aanwezig. De Cock ligt met griep op bed. Een andere moord geeft een doorbraak in de zaak. |
| 76  | De Cock en de sluipmoord                       | Gerrit Mollema     | Sjoerd Steenbeek    | Guusje Nederhorst            | 26 oktober 2001  |             | Een jong meisje valt dood neer, tijdens een avondje stappen. Het onderzoek leidt naar een tandarts-student. |
| 77  | De Cock en de moord met vlagvertoon            | Berend Boudewijn   | Marc Willard        | Leonoor Pauw                 | 2 november 2001  |             | Een vrouw ligt dood bij het raam, met een vlag op haar lichaam. De Cock heeft moeite de zaak op te lossen, want de bewoners zijn zeer gesloten over de zaak. |
| 78  | De Cock en de moord in stijl                   | Lisette Schölvinck | Sjoerd Steenbeek    | Linda van Dyck               | 9 november 2001  |             | Tijdens een dans ligt een vrouw dood in de kleedkamer. De Cock stuit op allerlei ziektes. |
| 79  | De Cock en de moord in 5 gangen                | Steven R. Thé      | Marc Willard        | David Goddyn                 | 23 november 2001 |             | Lowietje's neef wordt dood aangetroffen in het café van zijn oom. Hij is gedood door het middel waar paarden gewoonlijk mee worden bedwelmd. Dat wordt ook gebruikt als tegenmiddel voor alcoholverslaafden. De zaak leidt naar een restaurant waar dingen gebeuren, die het daglicht niet kunnen verdragen. |
| 80  | De Cock en de moord op Sinterklaas             | Gerrit Mollema     | Anne van der Linden | Hajo Bruins                  | 30 november 2001 |             | |
| 81  | De Cock en de moord op de werf                 | Lars Boom          | Will Koopman        | Peter Tuinman                | 7 december 2001  |             | Op een werf wordt een man dood aangetroffen. De Cock en Vledder worden heen en weer geslingerd tussen leugens, en de waarheid. |
| 82  | De Cock en de moord met hulp van buitenaf      | Simon de Waal      | Will Koopman        | Jules Hamel / Sacha Bulthuis | 14 december 2001 |             | Jarenlange obsessie en wantrouwen worden abrupt beëindigd met de dood van een ex-collega. |

## Seizoen 8
- Piet Römer als De Cock
- Victor Reinier als Vledder
- Marian Mudder als Prins
- Martin Schwab als Keizer
- Serge-Henri Valcke als commissaris Buitendam
- Hans Karsenbarg als Den Koninghe
- Nienke Sikkema als mevrouw De Cock
- Wimie Wilhelm als Peeters
- Piet Kamerman als Lowietje

| Nr. | Titel                                  | Schrijver                           | Regisseur           | Lijk gespeeld door                            | Uitzenddatum      | Kijkcijfers | Korte samenvatting |
| --- | -------------------------------------- | ----------------------------------- | ------------------- | --------------------------------------------- | ----------------- | ----------- | --- |
| 83  | De Cock en het lijk in de kast         | Gerrit Mollema                      | Anne van der Linden | Sigrid Koetse                                 | 27 september 2002 |             | In de kast van de buurvrouw van De Cock wordt een lijk gevonden. |
| 84  | De Cock en de moord in Club Exotica    | Steven R. Thé                       | Bobby Eerhart       | Bart de Vries / Lianne Zandstra / Barry Atsma | 4 oktober 2002    |             | |
| 85  | De Cock en de dode duivenmelker        | Esther Way                          | Anne van der Linden | René Froger                                   | 11 oktober 2002   |             | De voorbereidingen van het huwelijk van prinses Maxima en prins Willem Alexander zijn in volle gang. Vooral Buitendam verheugt zich erop. Daar Prins overgeplaatst is naar het hoofdbureau, moeten De Cock en zijn team, de zaak van een dode duivenmelker oplossen. |
| 86  | De Cock en de stuurloze moord          | Lisette Schölvinck François Stienen | Marc Willard        | Rob Das                                       | 18 oktober 2002   |             | In een loods van een roeivereniging, wordt een dode man gevonden. Als De Cock en zijn team in de zaak duiken, ontdekken ze dat een van de verdachten, een politie-informant is.                                                                                      |
| 87  | De Cock en de moord om het woord       | Berend Boudewijn                    | Anne van der Linden | Rick Engelkes                                 | 25 oktober 2002   |             | Eén man van een schrijversduo, Quinten, wordt onder een omgevallen kast dood aangetroffen. De Cock ontdekt dat een roman een rol speelt in het motief. |
| 88  | De Cock en de buitenaardse moord       | Dag Neijzen                         | Marc Willard        | Stanley Burleson                              | 1 november 2002   |             | Als een man dood en verminkt wordt gevonden, komt het team van De Cock in actie om de zaak op te lossen. |
| 89  | De Cock en de moord op de haringkoning | Lex Wertwijn                        | Bobby Eerhart       | Stefan de Walle                               | 8 november 2002   |             | Op de markt wordt iemand dood aangetroffen, en De Cock lost de zaak op. |
| 90  | De Cock en de moordende wreker         | Simon de Waal                       | Anne van der Linden | N.v.t.                                        | 15 november 2002  |             | Als criminelen dood worden gevonden, daagt journalist Frank De Bos De Cock uit. De Cock komt uit bij een wrekende, jonge vrouw. |
| 91  | De Cock en de moordfilm (deel 1)       | Gerrit Mollema                      | Will Koopman        | Geert Jan Romeijn / Ghislaine Pierie          | 29 november 2002  |             | Als de zus van Appie Keizer naar Keizer komt met een bebloed mes in haar hand, blijken ze te maken te hebben met moord. |
| 92  | De Cock en de moordfilm (deel 2)       | Gerrit Mollema                      | Will Koopman        | N.v.t.                                        | 6 december 2002   | 2.995.000   | Keizer kondigt zijn vertrek aan na de dood van zijn zus. Uiteindelijk blijft hij toch. |

## Seizoen 9
- Piet Römer als De Cock
- Victor Reinier als Vledder
- Kirsten van Dissel als De Graaff
- Martin Schwab als Keizer
- Serge-Henri Valcke als commissaris Buitendam
- Hans Karsenbarg als Den Koninghe
- Nienke Sikkema als mevrouw De Cock
- Wimie Wilhelm als Peeters
- Piet Kamerman als Lowietje

In seizoen 9, komt de opvolgster van Prins tevoorschijn. Lowietje wordt nog steeds gespeeld door Piet Kamerman.
| Nr. | Titel                                       | Schrijver                                 | Regisseur           | Lijk gespeeld door | Uitzenddatum      | Kijkcijfers | Korte samenvatting |
| --- | ------------------------------------------- | ----------------------------------------- | ------------------- | ------------------ | ----------------- | ----------- | --- |
| 93  | De Cock en de moord buiten schooltijd       | Berend Boudewijn                          | Bobby Eerhart       | Frédérique Huydts  | 26 september 2003 | 2.139.000   | Yvonne Bloem wordt dood aangetroffen in haar woonboot. Het spoor leidt naar het Amsterdams Lyceum. De Cock en Vledder komen erachter dat niet iedereen blij was met Yvonne. Ontevreden ouders en een paar aanbidders van Yvonne komen voorbij als verdachten. De Cock komt er niet uit. Zal de Cock deze moord kunnen oplossen? |
| 94  | De Cock en de moord op het wrede lot        | Gerrit Mollema                            | Bobby Eerhart       | Dennis Overeem     | 3 oktober 2003    | 2.495.000   | Jack van Vegten, een man die de postcodeloterij heeft gewonnen, wordt in zijn huis dood aangetroffen. In zijn buurt schijnen veel mensen een deel van Van Vegtens geld te willen opstrijken. |
| 95  | De Cock en de moord op de afgeschreven dode | Peter Römer                               | Berend Boudewijn    | Arend van Noord    | 10 oktober 2003   | 2.596.000   | Na de dood van een junkie blijken familieleden onverschillig over zijn dood. De zaak lijkt in de la te verdwijnen. Ondertussen komt een nieuwe rechercheur Prins opvolgen: rechercheur Iris de Graaff. |
| 96  | De Cock en de moord op de diva              | Renson van Tilborg Lisette Schölvinck     | Berend Boudewijn    | Marjolijn Touw     | 17 oktober 2003   | 2.938.000   | Op een toneelvereniging wordt een vrouw dood aangetroffen. Ze bleek op tournee te gaan. De Cock komt erachter, dat liefde een grote rol speelt. |
| 97  | De Cock en de moord op Elvis                | Marthe van der Noordaa                    | Anne van der Linden | Huub van der Lubbe | 24 oktober 2003   | 3.144.000   | |
| 98  | De Cock en de moord met een swing           | Lex Wertwijn                              | Anne van der Linden | Derek de Lint      | 31 oktober 2003   | 2.908.000   | Op een golfbaan wordt een dode man aangetroffen. Dat blijkt moord. |
| 99  | De Cock en de moord op de clown             | Lex Wertwijn Piet Römer                   | Bobby Eerhart       | Joke Bruijs        | 7 november 2003   | 3.116.000   | In haar caravan wordt de clown "Grimaldo" dood aangetroffen. De leider van het circus, Kramsky, blijkt een motief te hebben. Buitendam schijnt slechte ervaringen met hem te hebben. |
| 100 | De Cock en de moord op het water            | Jan Harm Dekker                           | Bobby Eerhart       | Freark Smink       | 14 november 2003  | 3.065.000   | In een rondvaartboot, waar toevallig Buitendam in vaart, valt de schipper dood neer. De Cock staat aan diezelfde kant, bij een dode Amerikaanse DEA-agent. |
| 101 | De Cock en de moord onder ogen              | Victor Reinier Steven R. Thé              | Lidwien Roothaan    | Dieuwertje Blok    | 21 november 2003  | 2.919.000   | Een dove vrouw ziet een moord gebeuren. Maar er zijn te veel toevalligheden in de zaak. En tot ergernis van Buitendam zet De Cock zijn onderzoek voort. |
| 102 | De Cock en de moord op afstand              | Simon de Waal                             | Will Koopman        | Irene van de Laar  | 1 oktober 2004    | 2.419.000   | De vriendin van Vledder ziet door haar telescoop dat er aan de overkant van de flat een moord gepleegd wordt. De volgende dag gaan De Cock en Vledder kijken, maar het lijk is reeds weg. Dan wordt er een dode vrouw in een laken opgevist.                                                                                    |
| 103 | De Cock en de moord op de schrijver         | Han Römer Joep van Deudekom               | Lidwien Roothaan    | Henk Spaan         | 8 oktober 2004    | 2.415.000   | Harry Schrijver, een schrijver, is vermoord. De Cock belandt in een wereld van drugs, macht en geld. |
| 105 | De Cock en de moord op de zigeuner          | Lisette Schölvinck Marthe van der Noordaa | Will Koopman        | Bas Hoeflaak       | 22 oktober 2004   | 2.601.00    | Als een zigeuner wordt vermoord, is het aan De Cock om deze zaak op te lossen. De gesloten gemeenschap van een zigeunerkamp belemmert de zaak echter. |
| 106 | De Cock en de gemaskerde moord              | Steven R. Thé                             | Will Koopman        | Genio de Groot     | 29 oktober 2004   | 2.274.000   | Na een nachtelijk potje schermen valt een man dood neer. Het zwaard van de tegenstander is afgebroken. De Cock moet een zaak oplossen, waarbij geld - een motief van oudsher - een grote rol speelt. |

## Seizoen 10
- Piet Römer als De Cock
- Victor Reinier als Vledder
- Kirsten van Dissel als De Graaff
- Martin Schwab als Keizer
- Serge-Henri Valcke als commissaris Buitendam
- Hans Karsenbarg als Den Koninghe
- Nienke Sikkema als mevrouw De Cock
- Wimie Wilhelm als Peeters
- Piet Kamerman als Lowietje

| Nr. | Titel                                         | Schrijver                    | Regisseur           | Lijk gespeeld door                                   | Uitzenddatum     | Kijkcijfers | Korte samenvatting |
| --- | --------------------------------------------- | ---------------------------- | ------------------- | ---------------------------------------------------- | ---------------- | ----------- | --- |
| 104 | De Cock en de moord op Arie Bombarie          | Lex Wertwijn Piet Römer      | Bobby Eerhart       | Fred Florusse                                        | 15 oktober 2004  | 2.568.000   | Een zakenman is om het leven gebracht en De Cocks team merkt dat "Arie Bombarie" niet echt geliefd was. Uiteindelijk bevat een knoop een heel belangrijke aanwijzing. |
| 107 | De Cock en de natte dood                      | Victor Reinier               | Anne van der Linden | Dic van Duin                                         | 5 november 2004  | 2.719.000   | Als in een zwembad een dode man is gevonden, moet De Cock deze zaak oplossen.                                                                                         |
| 108 | De Cock en de moord op het verleden (deel 1)  | Gerrit Mollema               | Will Koopman        | Saar Bressers / Jumoke Emmanuels / Peter Paul Muller | 19 november 2004 | 2.325.000   | Na een moord blijkt De Cock persoonlijk betrokken te zijn bij de zaak. Ondanks zijn persoonlijke gevoelens, moet hij de zaak proberen op te lossen.                   |
| 109 | De Cock en de moord op het verleden (deel 2)  | Gerrit Mollema               | Will Koopman        | Cahit Ölmez                                          | 26 november 2004 | 2.539.000   | De Cock overweegt met pensioen te gaan na een aanbod van commissaris Buitendam.                                                                                       |
| 110 | De Cock en de moord op de stoep               | Berend Boudewijn             | Bobby Eerhart       | Ali Ben Horsting                                     | 11 november 2005 | 2.616.000   | Een man wordt vlak bij een crimineel op de stoep doodgeschoten. Het koffertje dat de man vasthad, blijkt dingen verborgen te hebben.                                  |
| 111 | De Cock en de kroongetuige                    | Simon de Waal                | Anne van der Linden | Aus Greidanus sr.                                    | 25 november 2005 | 2.318.000   | De Cock schakelt de tv in als hij een zaak niet kan oplossen. Met de hulp van de kroongetuige kan dat wel. Maar niet zoals De Cock gehoopt had.                       |
| 112 | De Cock en de moord op de middenstip (deel 1) | Victor Reinier Steven R. Thé | Martin Schwab       | Matteo van der Grijn                                 | 2 december 2005  | 2.499.000   | De dood van een Ajax-speler brengt veel teweeg in het team, waar Vledder Ajax-fan is.                                                                                 |
| 113 | De Cock en de moord op de middenstip (deel 2) | Victor Reinier Steven R. Thé | Martin Schwab       | Nicolette van Dam                                    | 9 december 2005  | 2.134.000   | Na de dood van een vrouw wordt meer duidelijk over de moord van de Ajax-speler. Vledder springt in de bres als Iris de Graaff verliefd is op een Ajax-speler.         |
| 114 | De Cock en de man die weg wilde               | Gerrit Mollema Peter Römer   | Ger Poppelaars      | Arjan Kindermans                                     | 16 december 2005 | 2.070.000   | Op de wallen wordt een man gevonden met een schotwond door zijn oog. Het blijkt te gaan om een boekrecensent.                                                         |
| 115 | De Cock en de moord op de missionaris         | Lex Wertwijn Piet Römer      | Ger Poppelaars      | Lou Landré                                           | 23 december 2005 | 2.282.000   | De dood van een profeet brengt slechte praktijken naar voren. Buitendam kent een van de verdachten.                                                                   |

## Seizoen 11
In het slotseizoen van Baantjer, keert in de laatste aflevering (De Cock en de onzichtbare moordenaar) Prins als bijpersoon van Australië terug naar Nederland. Tevens wordt meer bekend over de gijzeling bij het tankstation, waar De Graaff betrokken bij was. Ook komt een oude kwelgeest van De Cock terug, en oude moordenaars uit eerdere seizoenen naar de zoektocht naar de waarheid.
- Piet Römer als De Cock
- Victor Reinier als Vledder
- Kirsten van Dissel als De Graaff
- Martin Schwab als Keizer
- Serge-Henri Valcke als commissaris Buitendam
- Hans Karsenbarg als Den Koninghe
- Marian Mudder als Prins (alleen de laatste twee afleveringen)
- Nienke Sikkema als mevrouw De Cock
- Wimie Wilhelm als Peeters
- Piet Kamerman als Lowietje

| Nr. | Titel                                          | Schrijver               | Regisseur           | Lijk gespeeld door                         | Uitzenddatum     | Kijkcijfers | Korte samenvatting |
| --- | ---------------------------------------------- | ----------------------- | ------------------- | ------------------------------------------ | ---------------- | ----------- | --- |
| 116 | De Cock en de afrekening (deel 1)              | Jan Harm Dekker         | Anne van der Linden | Catherine ten Bruggencate / Marcel Musters | 18 augustus 2006 | 1.723.000   | Op het bureau meldt zich een vrouw die aangereden is. Ze werkt bij Crown Financial Partners, en had een dossier in handen gekregen dat ze niet had mogen zien. De Graaff herkent de tatoeage. |
| 117 | De Cock en de afrekening (deel 2)              | Jan Harm Dekker         | Anne van der Linden | Carla Hardy                                | 18 augustus 2006 | 1.723.000   | Tijdens haar schorsing wordt De Graaff gevangengenomen door een van de overvallers. De Cock, Keizer en Vledder moeten haar tijdig redden.                                                     |
| 118 | De Cock en de moord op herhaling (deel 1)      | Gerrit Mollema          | Martin Schwab       | Gusta Geleijnse                            | 27 oktober 2006  | 1.837.000   | Als De Cocks zus overlijdt, staat dat niet op zichzelf. Er zijn meer aanslagen gepleegd op zijn team. De Cock gaat oude zaken na in de hoop de dader op het spoor te komen.                   |
| 119 | De Cock en de moord op herhaling (deel 2)      | Gerrit Mollema          | Martin Schwab       | N.v.t.                                     | 27 oktober 2006  | 1.837.000   | Oude bekenden keren terug in de zaak van de gezochte moordenaar. |
| 120 | De Cock en de dood van een doorbijter (deel 1) | Lex Wertwijn Piet Römer | Ger Poppelaars      | Folmer Overdiep                            | 3 november 2006  | 2.030.000   | Theo Veldhuis, een boer, wordt vermoord aangetroffen op de plek waar ook zijn vader dood aangetroffen was.                                                                                    |
| 121 | De Cock en de dood van een doorbijter (deel 2) | Lex Wertwijn Piet Römer | Ger Poppelaars      | Lukas Dijkema / Will van Selst             | 10 november 2006 | 1.841.000   | In de zoektocht naar de moordenaar, stuiten De Cock en Vledder op een veebedrijf vol criminele medewerkers. De vriendin van Vledder, is niet wie ze lijkt te zijn.                            |
| 122 | De Cock en de onzichtbare moordenaar (deel 1)  | Peter Römer             | Lidwien Roothaan    | Arie Koomen / Wim van Rooij                | 24 november 2006 | 1.934.000   | In zijn laatste zaak onderzoekt De Cock iets naar de handel in kunst. Het onderzoek gaat hoog. Zo hoog, dat De Cock verboden wordt de zaak verder te onderzoeken.                             |
| 123 | De Cock en de onzichtbare moordenaar (deel 2)  | Peter Römer             | Lidwien Roothaan    | N.v.t.                                     | 1 december 2006  | 1.975.000   | Wanneer op Prins een moordaanslag wordt gepleegd, wil De Cock de zaak koste wat kost oplossen.                                                                                                |